# Killer Heat
Pour plus de détails, voir Fiche technique et Distribution.
Killer Heat est un film américain réalisé par Philippe Lacôte et sorti en 2024. Il s'agit d'une adaptation de la nouvelle De la jalousie (Sjalusimannen og andre fortellinger) de Jo Nesbø publiée en 2021.
Le film est distribué par la plateforme Prime Video.

## Synopsis
Nick Bali est un détective privé américain installé en Grèce depuis quelque temps. Surnommé The Jealousy Man, il est engagé pour enquêter sur la mort d'un riche homme d'affaires, Leo Vardakis, survenue en Crète, après un accident d'escalade en solo intégral. Penelope Vardakis, belle-sœur de la victime, ne croit pas à la thèse de la mort accidentelle, qui arrange les intérêts de l'entreprise familiale. Celle-ci est gérée par la mère de famille, Audrey, d'origine britannique.
Nick va découvrir les secrets de la toute puissante famille Vardakis ainsi que toute la jalousie qui règne dans ce lieu paradisiaque. Elias, le frère jumeau de la victime, est l'un de ses principaux suspects. Lui et son frère s'étaient disputés violemment quelques semaines avant la mort de Leo. Par ailleurs, Nick doit faire face à ses propres démons et à son alcoolisme.

## Fiche technique
Sauf indication contraire, les informations mentionnées dans cette section peuvent être confirmées par la base de données cinématographiques IMDb,  présente dans la section « Liens externes ».
- Titre original : Killer Heat
- Réalisation : Philippe Lacôte
- Scénario : Roberto Bentivegna et Matt Charman, d'après la nouvelle De la jalousie de Jo Nesbø
- Musique : Joseph Shirley
- Décors : Neil Floyd
- Costumes : Jennifer Starzyk
- Photographie : Andrew Dunn
- Montage : Jay Cassidy et Neil Smith
- Production : Brad Weston
- Sociétés de production : Makeready et Faliro House

Producteurs délégués : Collin Creighton, Joseph Gordon-Levitt, Tom Karnowski, Jo Nesbø, Niclas Salomonsson et Stefan Sonnenfeld
- Sociétés de distribution : Amazon MGM Studios / Prime Video
- Budget : N/A
- Pays de production :  États-Unis
- Langue originale : anglais
- Format : couleur
- Genre : thriller, policier, drame
- Durée : 97 minutes
- Date de sortie[1] : 26 septembre 2024 (Prime Video)
- Classification[2] :
  - États-Unis : R

## Distribution
- Joseph Gordon-Levitt (VF : Donald Reignoux ; VQ : Martin Watier) : Nick Bali
- Shailene Woodley (VF : Jessica Monceau ; VQ : Eloisa Cervantes) : Penelope Vardakis
- Richard Madden (VF : Stéphane Fourreau ; VQ : Xavier Dolan) : Elias Vardakis / Leonidas Vardakis
- Clare Holman (en) (VF : Dominique Lelong) : Audrey
- Babou Ceesay (en) (VF : Mohad Sanou ; VQ : Fayolle Jean Jr.) : Georges Mensah
- Abbey Lee (VF : Élodie Menant) : Monique

 Source et légende : version française (VF) sur RS Doublage ; version québécoise (VQ) sur Doublage.qc.ca

## Production

### Genèse et développement
Adapté de la nouvelle De la jalousie (Sjalusimannen og andre fortellinger) de Jo Nesbø publiée en 2021 dans le recueil du même nom, le scénario est écrit Roberto Bentivegna avant d'être réécrit par Matt Charman. Brad Weston participe à la production via sa société Makeready, avec l'aide de la société de production grecque. L'acteur Joseph Gordon-Levitt officie comme producteur délégué aux côtés de l'auteur Jo Nesbø, Niclas Salomonsson, Tom Karnowski et Collin Creighton,.

### Tournage
Le tournage débute en avril 2023. Il se déroule en Grèce notamment sur l'île de Crète.

## Sortie et accueil
Le film est distribué par Amazon MGM Studios dès le 26 septembre 2024 sur Prime Video.